# Пєщанка (Себезький район)
Пєщанка (рос. Песчанка) — присілок в Себезькому районі Псковської області Російської Федерації.
Населення становить 13 осіб. Входить до складу муніципального утворення Себезьке муніципальне утворення.

## Історія
Від 2015 року входить до складу муніципального утворення Себезьке муніципальне утворення.

## Населення
| 2001 | 2002 | 2010 |
| ---- | ---- | ---- |
| 10   | →10  | ↗13  |